# CPT теорема
СPT теоремата е фундаментална теорема в квантовата теория на полето, доказана от физиците Людерс и Паули, и твърдяща, че светът е инвариантен (не се променя) при едновременно променяне на квантовите заряди (зарядово спрягане)(C), пространствена инверсия (P) и обръщане на посоката на времето (T). Не са открити експериментални факти нарушаващи теоремата. Людерс, Паули и Швингер показват, че за всяка локална квантова теория на полето с ермитов Хамилтониан за да бъде Лоренц инвариантна, трябва да е в сила CPT теоремата. Тази теорема води до фундаментални изводи за физическата реалност, които трудно могат да бъдат обяснени по друг начин: частиците с цял спин се подчиняват на статистиката на Бозе-Айнщайн, докато частиците с полуцял спин се подчиняват на статистиката на Ферми-Дирак; частиците и техните античастици имат идентични маси и времена на живот; вътрешните квантови числа за античастиците имат обратен знак спрямо тези на частиците.

## История
Откритията в края на 1950-те години разкриват нарушения на Р-симетрията при слаби взаимодействия и добре известни нарушения на С-симетрията. Известно време се вярва, че СР симетрията се запазва във всички физически явления, но по-късно става ясно, че това не е така.
CPT теоремата първоначално се появява в работата на Джулиан Швингър през 1951 г., за да докаже връзката между завъртането и статистиката. През 1954 г. Герхарт Людерс и Волфганг Паули по-строго доказват теоремата, така че понякога тя се нарича теорема Людерс-Паули. В същото време, независимо, теоремата е доказана от Джон Стюарт Бел. Тези доказателства се базират на правилността на Лоренц-инвариантността и на принципа на локалността (малък обсег на действие) при взаимодействието на квантовите полета. Впоследствие Рес Джост дава по-общо доказателство в рамките на теорията на аксиоматичното квантово поле.